# 梁次震
梁次震（1950年—），香港僑生，臺灣企業家，為廣達電腦共同創辦人之一。在德明中學就讀小一至高中畢業，現任廣達電腦副董事長兼總經理。畢業於國立臺灣大學物理學系。1988年與林百里共同創立廣達電腦。1993年12月起擔任廣達電腦總經理。2006年6月20日擔任廣達電腦副董事長。2007年8月25日起擔任廣達電腦副董事長。

## 個人
梁次震表示物理還是他的最愛，40年前他讀台大物理系時，和陳丕燊等同學為了要看星星，在老師丘宏義博士的帶領下，從基隆拆破船上的零件，花2個月時間磨出8吋望遠鏡片，手工打造望遠鏡。成功觀測後好開心，如今一晃眼40年過去，老同學還在研究天文，自己只能出錢讓同學繼續研究，間接一圓天文夢。梁次震中心目前正與南韓、西班牙、法國等合作籌畫「人造衛星伽瑪射線爆瞬變觀測站」計畫，將發射人造衛星望遠鏡觀測宇宙的爆炸現象。

## 家庭
- 梁次震的夫人梁秀卿出生於台南、成長於高雄、求學就業於台北。任震怡公司董事長。
- 2003年12月以新台幣56億元得標台北市信義計畫區大面積土地－A5，改建之精品百貨寶麗廣塲於2009年9月21日台北市松仁路開幕啟用。[2][5][6]
- 2013年9月25日，梁秀卿因病過世[7]。梁次震透過廣達電腦證實梁秀卿過世的消息並向各界表達感謝，不過他本人並未露面。梁秀卿的靈堂設立在廣達電腦和臺北市第一殯儀館對面的萬安生命，讓家屬與員工可以前往悼念。[8]
- 長女：梁欣敏（Amy）（1975年生），根據TVBS新聞報導，廣達副董梁次震的長女已經結婚[9]
- 次女：梁怡敏（Annie）與梁欣敏（Amy）是雙胞胎（1975年生），母親過世後，接任震怡股份有限公司(寶麗廣塲)董事長。
- 么女：梁佳敏（Anita）（1980年生）

## 社會貢獻
- 2003年SARS事件期間，捐贈新台幣一億元予台北市立和平醫院。[10]
- 2007年11月13日以個人名義捐贈新台幣2億500萬元給台大物理系成立梁次震宇宙學與粒子天文物理學研究中心。
- 2012年捐贈新台幣5億7000萬元，做為梁次震宇宙學與粒子天文物理學研究中心興建研究大樓和成立永續基金的經費。[2]梁次震的物理系同學與台大教授兼中心主任陳丕燊說，這是國際宇宙物理學界有史以來最高的單筆捐贈。[11]研究大樓於2017年11月27日完工，即次震宇宙館。